# Armoiries des Samoa

Armoiries des Samoa.

Les armoiries des Samoa furent adoptées en 1951 et modifiées en 1962 lors de l'accession à l'indépendance. Elles sont composées d'un écu à la bordure d'argent (héraldique) au champ d'azur avec un chef d'argent. Dans le champ d'azur, on peut voir cinq étoiles à cinq branches qui représentent la constellation de la Croix du Sud. Dans le chef d'argent, on peut voir un cocotier, devant des ondes de sinople.
Au-dessus de l'écu, on peut voir une croix latine d'azur, bordée de gueules, entourée de traits de la même couleur.
Le blason est placé sur une projection de la terre qui figure sur le drapeau de l'ONU. La projection est entourée par deux rameaux de lauriers tracés schématiquement qui se retrouvent également sur ce même drapeau.
Dans la partie inférieure du blason, écrit sur un listel, figure la devise nationale : « Fa‘avae i le Atua Samoa » (« Samoa s'appuie sur Dieu »).
- Le cocotier situé devant les ondes représente l'archipel des Samoa, situé dans l'océan Pacifique.
- La croix latine est un symbole de chrétienté.
- La projection terrestre et les lauriers qui font partie du drapeau des Nations unies rappellent la période où les Samoa étaient sous la protection du Conseil de tutelle des Nations unies (administrée par la Nouvelle-Zélande), jusqu'en 1962.

Samoa allemandes
Armoiries entre 1951 et 1962